# 敦阿都拉萨
敦阿都拉萨·胡先（1922年3月11日—1976年1月14日），或称敦拉萨，是马来西亚第二任首相，巫统政治人物。他曾担任副首相、国防部长等职务，并在1970年接替东姑阿都拉曼出任首相。他因在1971年推出马来西亚新经济政策（MNEP）而闻名。除此之外，敦阿都拉萨还介绍了绿皮书和红皮书，以规划和监督农村发展以及农业部门的发展。由于他对农村和国家发展的贡献，因此被称为“发展之父”。

## 早年时期
敦阿都拉萨出生于彭亨州北根浮罗可拉帝（Pulau Keladi），父亲为胡申莫哈末泰益（Dato' Hussein bin Mohd Taib），母亲为法蒂玛道勿（Hajah Teh Fatimah binti Daud）。
1934年，进入霹靂州江沙馬來學院就读。1939年，进入马来行政部门服务，後于1940年获奖学金前往新加坡萊佛士書院进修，然而其学业随着太平洋战争爆发而中断。直到1947年才藉着马来亚联邦的奖学金远赴英国深造，1950年在林肯律师学院考获法律學位，成为一名外席律師。
在英国期间，拉萨曾加入英国工党，并在英国马来人协会中成为突出的学生领袖，还组织了“马来亚论坛”，召集来自马来亚的学生一起探讨国事。

## 从政经历

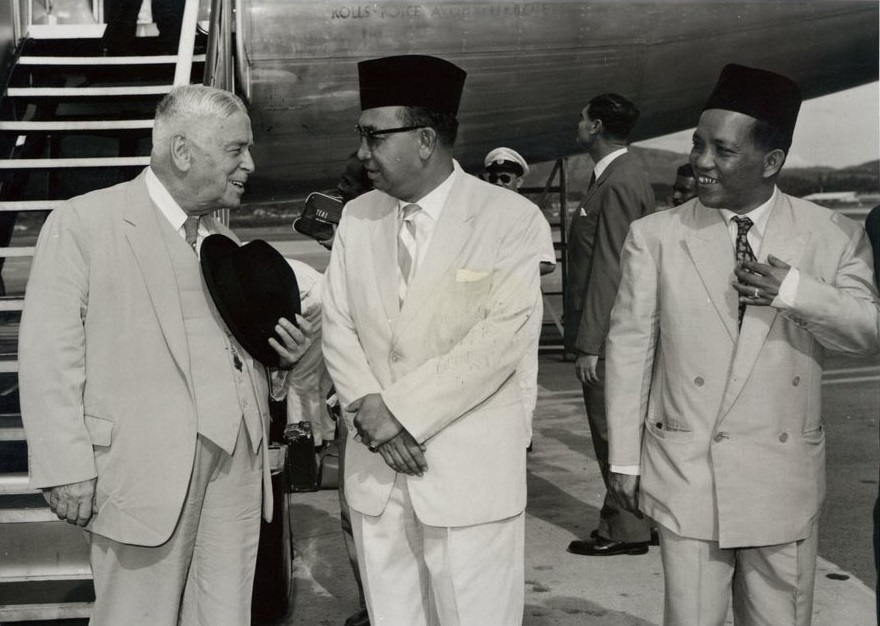
1960年6月5日，阿都拉萨在吉隆坡与新西兰总理华尔特·纳许会面

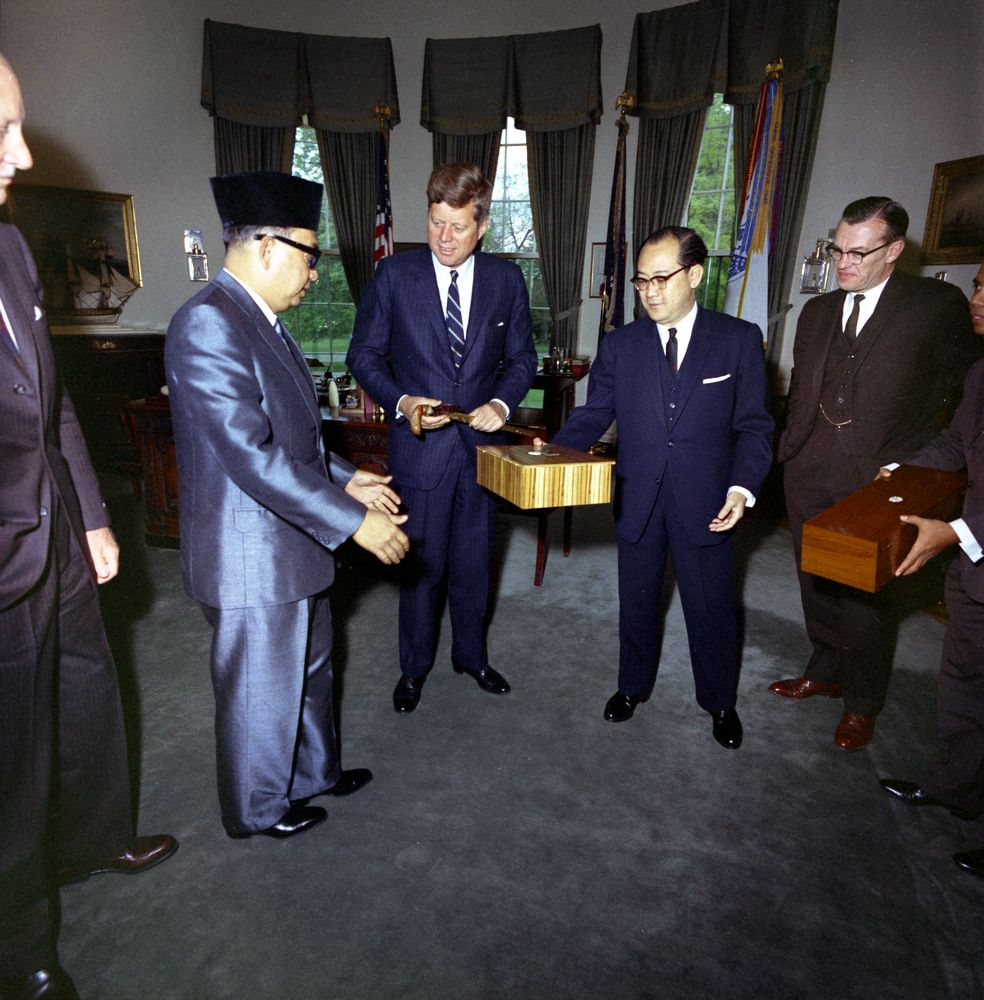
1963年4月24日，阿都拉萨在白宫与美国总统约翰·肯尼迪会面

回国后，阿都拉萨进入政府部门工作。1950年参加巫統，並被选为巫統青年团团長。1951年，出任巫统副主席。1952年，成为彭亨州秘书助理，并于1955年2月以33岁的年龄出任彭亨首席部长一职。
1955年7月，阿都拉萨参加马来亚联合邦首次全国立法立法议会之大选并获得胜利，随后成为教育部长。1956年，聯盟代表团前往英国进行独立谈判，他是代表团的成員之一。任职教育部长期间，他主导撰写《1956年拉萨报告书》，提出国语（马来语）作为全国学校教学媒介语的长期目标，奠定马来西亚教育政策的基础。该报告对原有以英语、华语和淡米尔语教学的学校体系产生深远影响。
马来亚独立之后，除了副首相職位之外，他兼任鄉村發展部長、國防部長之要職。
1951年，东姑阿都拉曼出任巫统主席后，阿都拉萨成为副主席，并在独立后出任副首相兼国防部长。1970年，东姑宣布卸任后，阿都拉萨接任巫统主席及首相职务。

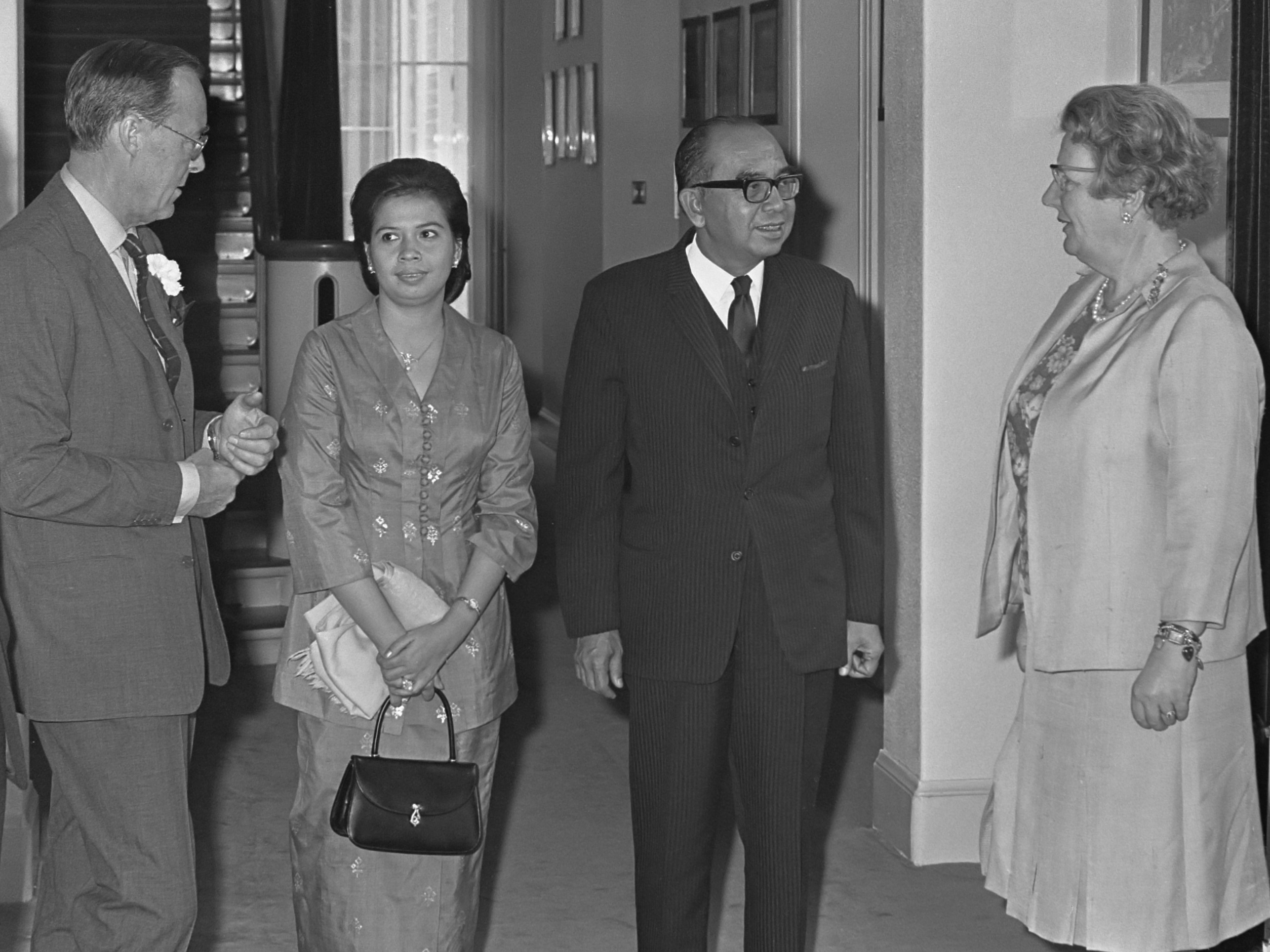
1968年5月15日阿都拉萨与荷兰女王朱丽安娜会面

1969年五一三事件爆发后，国家陷入种族冲突与政治危机，政府宣布全国进入紧急状态。副首相阿都拉萨受命成立国家行动理事会（英語：National Operations Council，简称NOC），并担任主任。该理事会临时接管国家行政权，以恢复社会秩序，取代当时已被暂停的国会职能。理事会宣布暂停国会及部分州议会运作，同时延迟原定于东马举行的选举，并实施宵禁等紧急措施。阿都拉萨曾表示，理事会预计需要两周时间以恢复秩序。国家行动理事会在1971年国会重新召开后正式解散。同年11月，阿都拉萨被诊断患有癌症。

## 首相（1970年至1976年）
1970年9月22日，东姑阿都拉曼宣布退休，由阿都拉萨接任马来西亚第二任首相，并兼任国防部长及外交部长。接任后，他推动一系列政策变革，包括积极实施国家教育政策与宣布推行新经济政策，旨在于20年内通过经济重组与贫穷消除，提升马来人与土著群体的经济地位。
在1969年马来西亚大选中，执政联盟在多个州属失利。阿都拉萨随后促成多个政党加入政府，包括砂拉越的人民联合党、槟城的马来西亚民政运动、霹雳州的人民进步党以及泛马回教党等，共同组成州级及中央联合政府，并于1973年正式成立国民阵线（Barisan Nasional）作为新的执政联盟。1972年，阿都拉萨接纳马哈迪·莫哈末重返巫统，并在之后任命其为教育部长。
在外交方面，阿都拉萨推行中立与不结盟政策。1973年，马来西亚成为东南亚地区首个与北越建交的国家。1974年5月，他率团访问北京，并与中华人民共和国签署邦交协议，马中两国正式建交。同年7月，举行1974年马来西亚大选，国民阵线赢得154个国会议席中的135席，以及全国360个州议席中的215席，成为主要执政联盟。
为缓和五一三事件后的社会与政治局势，阿都拉萨推动跨政党合作并减少对抗性政治。国民阵线的成立被视为稳定政局与推动多元政党合作的一项策略，也进一步加强了巫统在政府中的主导地位。

## 去世
1976年1月14日，敦阿都拉萨因白血病在倫敦去世，享年53歲，為馬來西亞唯一死於任內的首相。由于他对民族及乡村发展有显著的贡献，因而被誉为“发展之父”。

## 家庭
敦阿都拉萨的妻子为拉哈诺亚。他们的長子纳吉·阿都拉萨於2009年至2018年擔任馬來西亞第六任首相，2022年因貪腐案件入獄。

## 评价
2023年10月4日，时任交通部长兼民主行动党秘书长陆兆福在彭亨地里望的中秋晚会致词时赞扬敦阿都拉萨极富远见，早在1974年便与尚在发展之中的中国建立了外交关系，是东盟中首个与中国建交的国家。他说：“由于敦阿都拉萨的远见与开明，大马在1974年成为了首个与中国建交的东盟国家，比新加坡还提前许多，新加坡在1990年才与中国建交。”“那时的中国作为共产主义国家，其经济依然非常落后，并没有多少国家愿意与中国建交，但由于敦阿都拉萨的先见之明，我们与中国在1974年建立了关系，中国政府对此高度重视。”

## 纪念

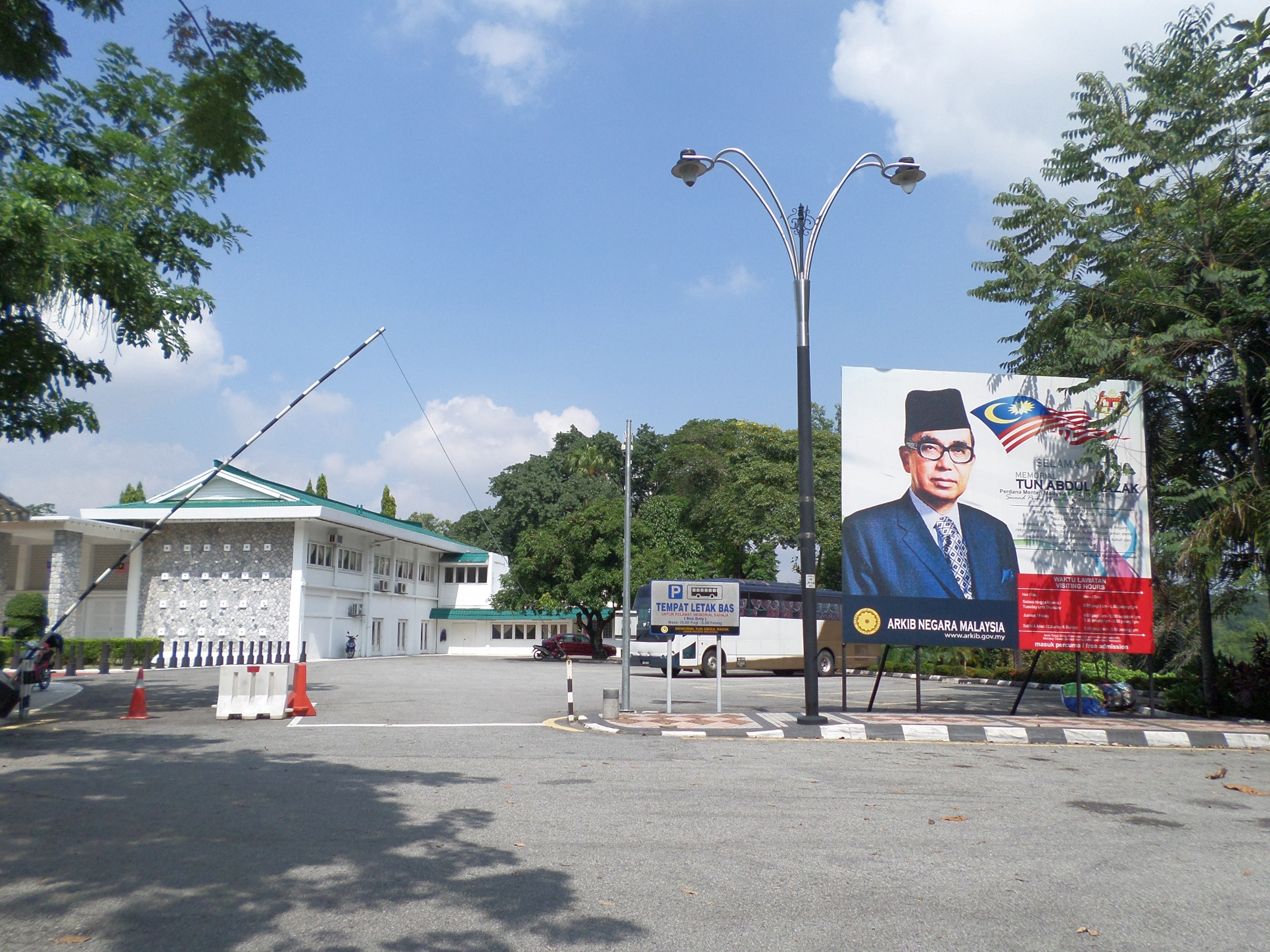
敦阿都拉萨纪念馆

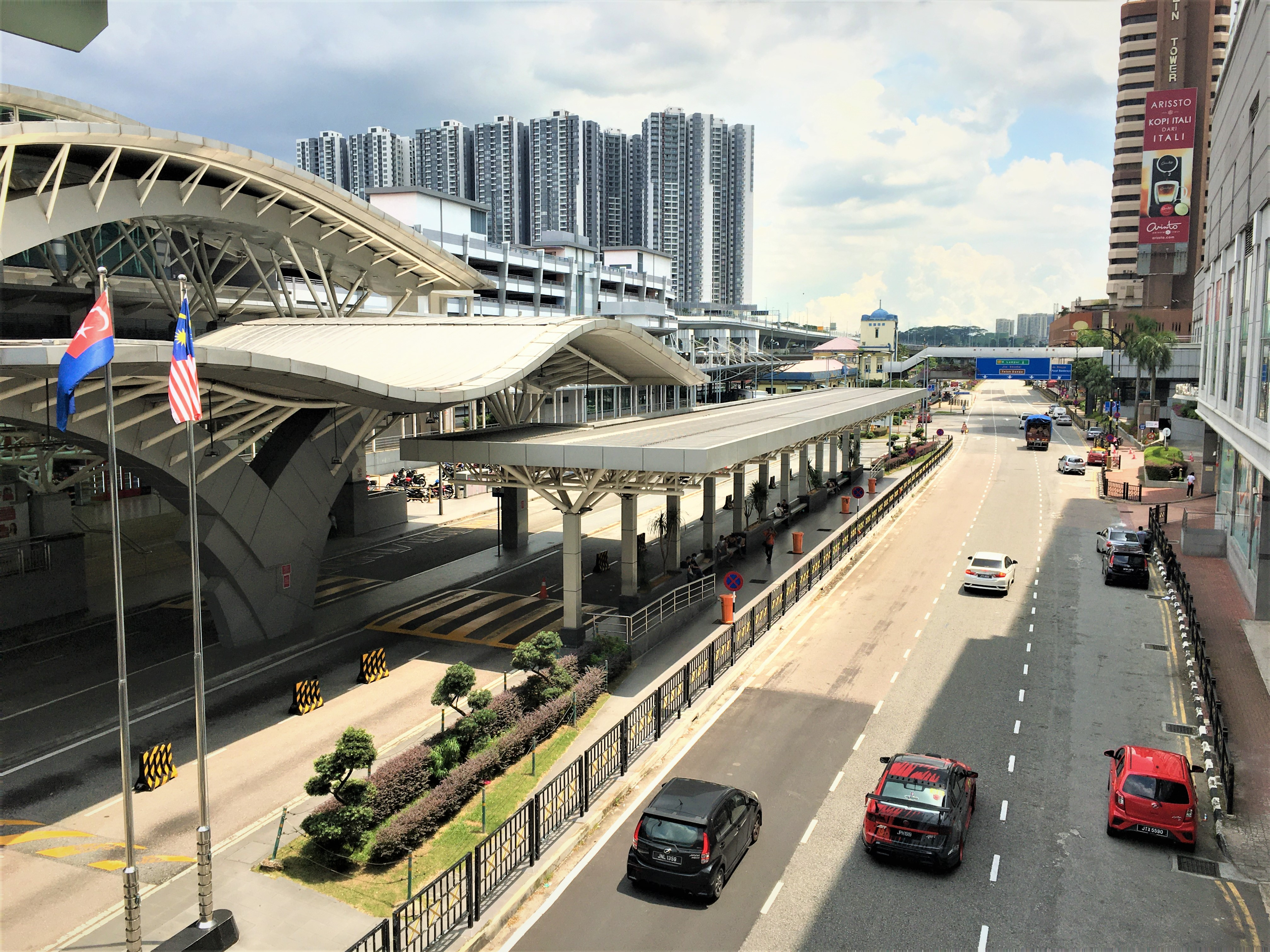
Jalan Tun Abdul Razak（位于柔佛州新山）

马来西亚皇家海军第二艘潜水艇敦拉萨號潛艇以他的名字命名。
敦阿都拉萨所居住的官邸于1982年被改建为博物馆（敦阿都拉萨纪念馆），并由时任首相马哈迪·莫哈末主持开幕。

## 荣誉与奖项

### 马来西亚勋章
- 马来西亚 :
  -  护国玛哈拉惹勋章 (SMN) – 敦 (1959)[3]
  -  马来西亚建国纪念奖章（金奖） (PPM) (1965)
  -  联邦王室勋章 (DMN) (1976)[4]
- 彭亨 :
  -  彭亨王冠斯里勋章 (SIMP) – 拿督,现为拿督英特拉 (1967)[5]
  -  彭亨王室一级勋章 (DK I) (1973)[6]
- 吉兰丹 :
  -  吉兰丹王冠斯里勋章 (SPMK) – 拿督
  -  吉兰丹王室勋章 (DK)
- 吉打 : 
  -  吉打乌达玛勋章 (DUK)
- 檳城 :
  -  槟城护国乌达玛勋章 (DUPN) – 拿督斯里乌达玛 (1975)[7]
- 沙巴 :
  -  神山领袖勋章 (SPDK) – 拿督斯里邦里玛
- 玻璃市 : 
  -  玻璃市王冠斯里勋章 (SPMP) – 拿督斯里 (1965)[8]
- 雪蘭莪 : 
  -  雪兰莪王冠斯里勋章 (SPMS) – 拿督斯里 (1965)[9]
- 柔佛 :
  -  柔佛王冠斯里勋章 (SPMJ) – 拿督 (1961)[10]
- 登嘉樓 :
  -  登嘉楼王冠斯里勋章 (SPMT) – 拿督斯里 (1964)[11]
- 霹靂 :
  -  霹雳王冠斯里勋章 (SPMP) – 拿督斯里 (1964)[12]
  -  霹雳效忠斯里勋章 (SPCM) – 拿督斯里 (1974)[13]
- 砂拉越 :
  -  犀鸟之星拿督巴丁宜勋章 (DP) – 拿督巴丁宜

### 外国勋章
- 比利时
  -  比利时王国皇冠勋章大十字级 (1967)[14]
- :
  -  汶莱第一等王冠勋章 (SPMB) – 拿督斯里巴杜卡 (1959)[15]
  -  汶莱第二等王冠勋章 (DPMB) – 拿督巴杜卡 (1958)[16]
- 柬埔寨 :
  -  友好合作勋章大军官勋位 (1962)[17]
- 菲律賓 :
  -  拉坎杜拉勋章大链章级 (2017)[18]
- 英国 :
  -  圣米迦勒及圣乔治勋章爵级大十字勋章荣誉成员 (GCMG) (1972)[19]
  -  圣约翰正义爵士勋衔 (KStJ) (1967)[20]